# West End-Cobb Town
West End-Cobb Town est un census-designated place situé dans l’État américain de l'Alabama, dans le comté de Calhoun.

## Démographie
| 1950  | 1960  | 1970  | 1980  | 1990  | 2000  |
| ----- | ----- | ----- | ----- | ----- | ----- |
| 3 228 | 5 485 | 5 515 | 5 189 | 4 034 | 3 924 |

| 2010  | - | - | - | - | - |
| ----- | - | - | - | - | - |
| 3 465 | - | - | - | - | - |